# Skellefteå IF
Skellefteå IF är en idrottsförening i Skellefteå i Sverige, klubben bildades 1918. Numera bedrivs endast bowling.
1965 slogs klubben ihop med Skellefteå AIK och fick namnet Skellefteå AIK/IF. Sammanslagningen bröts upp 1968 och bowling fortsatte med verksamheten.1974 bildades en friidrotts sektion, som tre år senare lades ner.
Ledare som betytt mycket genom åren är Mr SIF Curt Thylin och SIF:s advokat Lars Landmark. Lagledare Olle Thylin och Martin Lundström samt friidrotts ledarna Bengt Wiklund och Kjell-Göran Marklund.

## Bandy
I sin ungdom spelade Lennart Backman några år för SIF för att sedan fortsätta i Katrineholm och AIK med stor framgång. Som landslagsspelare erövrade han både ett VM silver och ett VM brons.

## Fotboll
I fotboll har klubben spelat två säsonger i Sveriges näst högsta division, 1957/1958  och 1962 .
Lennart Backman, född 1934 är den främste bollspelare som fostrats i Skellefteå IF. Han spelade för klubben mellan 1950 och 1956. Han värvades då först till IFK Norrköping (IFKN) som han spelade för i två år och han debuterade under den perioden i landslaget. 1959 lämnade han IFKN och började spela för AIK där han också avslutade sin framgångsrika karriär 1968.
Under den perioden gjorde Lennart ytterligare 30 landskamper.

## Friidrott
Under 20-, 30-, 40-, 50-, 60- talet var SIF en av Västerbottens främsta föreningar. För att omnämna några få utövare från den perioden bör Staffan Renhorn, 3;54,0 på 1500 meter, Eugen Jonsson 54:73 i slägga och Martin Holmström 2:01 i höjdhopp noteras och bland damerna Kerstin Niskanen i mångkamp.
1975 återvände Peter Fredriksson till Skellefteå IF och det året sprang han anrika Boston Marathon (21.4) på den utmärkta tiden 2.15.38. Han placerade sig där på en finfin åttondeplats och toppade överlägset Sverigestatistiken för året.
Vid DN-galan (30.6) samma år på Stockholm Stadion satte Peter Fredriksson då det ännu gällande distriktsrekordet på 10000 meter med 29.19.6
Orvar Bergmark fotbolls legenden från Byske, tävlade under sin ungdom för Skellefteå IF.

## Handboll
Klubben har även haft handboll.

## Ishockey
Under 1920-40-talen var rivaliteten mellan de två Skellefteklubbarna SIF (Skellefteå IF) och AIK (Skellefteå AIK) stor. Befolkningen var delade i två läger, SIF:are och AIK:are. I dag finns inte SIF som ishockeyklubb längre men den gamla åtskillnaden gör att det är vanligt att bara benämna AIK i Skellefteå.

## Nordisk skidsport
Skellefteå IF var verksamt mellan 1918 och 1946 då Skellefteå SK bildades. 1925 fick SIF bland annat förstärkning av IFK Norsjös två Vasaloppssegrare,Ernst Alm 1922 och Oscar Lindberg 1923
SIF vann lagtävlingen på herrarnas 30 kilometer längdskidåkning 1927 och 1930, samt lagtävlingen på herrarnas 50 kilometer längdskidåkning 1930.